# Sidemount-Tauchen

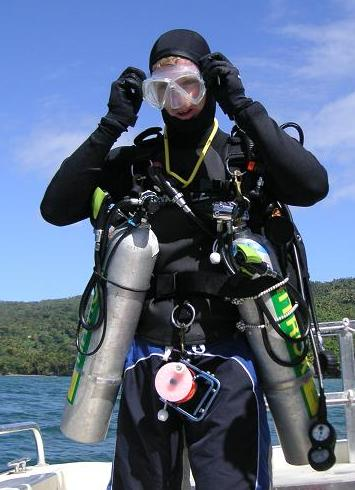
Ein technischer Taucher mit Sidemount-Konfiguration macht sich bereit für einen Tauchgang

Sidemount ist eine spezielle Konfiguration beim Gerätetauchen. Anders als beim bekannten Backmount-Tauchen, trägt der Taucher kein Atemgas auf dem Rücken, sondern ein oder mehrere Flaschen ausschließlich seitlich.

## Anwendungen
Seinen Ursprung fand die Sidemount-Konfiguration im Höhlentauchen. Beim Höhlentauchen ist der Taucher darauf angewiesen, sich durch enge Felsformationen bewegen zu können. Beim Sidemount-System kann der Taucher jederzeit auch unter Wasser seine Flaschen von seinem Harness lösen und diese flexibel durch das Wasser transportieren. Meist werden die Flaschen einzeln zum Wasser transportiert und erst bei Beginn des Tauchgangs angelegt. Ebenso können Flaschen während des Tauchgangs von Flaschendepots aufgenommen werden oder innerhalb der Tauchgruppe getauscht werden (etwa bei einem Defekt).
Eine Sidemount-Konfiguration ermöglicht dem Taucher außerdem einen besseren Zugriff auf seine Ventile und die 1. Stufen.
Mittlerweile findet das Sidemount-System nicht nur im Technischen Tauchen, sondern auch unter Sporttauchern immer mehr Beliebtheit.
Die Ausbildungsrichtlinien der meisten Tauchverbände zielen dennoch primär auf das Backmount-Tauchen ab, insbesondere für Anfänger. Häufig wird das Sidemount-Tauchen in vielerlei Hinsicht als komplexer angesehen, sodass es nur bei entsprechend trainierten Tauchern tatsächliche Vorteile bietet.

## Atemregler-Konfiguration
Wenn im Sidemount-System mit nur einer Flasche getaucht wird, so muss diese über zwei Atemregler verfügen, damit im Notfall eine einfache Gasspende möglich ist. Werden mehrere Flaschen verwendet, so sind diese grundsätzlich unabhängig voneinander – anders als beim Backmount-Tauchen, wo Doppelflaschen häufig über eine evtl. verschließbare Brücke miteinander verbunden sind. Ein einzelner Defekt, etwa das Platzen eines Schlauches, kann beim Sidemounttauchen mit zwei Flaschen daher nicht den Verlust des gesamten Atemgases zufolge haben, sondern maximal Gas der betroffenen Flasche. Um die Folgen eines solchen Worst-Case-Szenarios zu minimieren, müssen die Atemgasvorräte aus beiden Flaschen gleichmäßig verbraucht werden. Dies wird dadurch realisiert, dass der Taucher regelmäßig von der rechten zur linken Flasche wechselt und umgekehrt. Dadurch wird auch gewährleistet, dass im Notfall dem Tauchpartner eine ausreichend gefüllte Flasche zur Verfügung gestellt werden kann.
Werden mehr als zwei Flaschen mitgeführt, so spricht man bei den weiteren Flaschen – wie beim Backmount-Tauchen – von Stage-Flaschen.